# Boursa Kuwait
Die Boursa Kuwait (Boursa Kuwait Securities Co.) ist die Mutterfirma und Betreiber der Kuwait Stock Exchange (KSE), der nationalen Wertpapierbörse Kuwaits.

## Geschichte
Obwohl es in Kuwait vor der Gründung der Kuwait Stock Exchange mehrere Aktiengesellschaften gab (z. B. die National Bank of Kuwait im Jahr 1952), wurde erst im Oktober 1962 ein Gesetz zur Organisation des Aktienmarktes des Landes verabschiedet. Im April 1977 wurde die Börse gegründet und 1983 in Kuwait Stock Exchange (KSE) umbenannt.
Der Aktienmarkt in Kuwait wird von vier Institutionen reguliert: der KSE, dem Ministerium für Handel und Industrie, dem Finanzministerium und der Zentralbank von Kuwait. Am 24. April 2016 wurde die Kuwait Stock Exchange vollständig von Privatunternehmen übernommen und in Boursa Kuwait umbenannt. Damit ist sie die einzige Börse im Nahen Osten, die sich im Besitz des Privatsektors befindet.
Am 14. September 2020 wurde die Boursa Kuwait Securities Co. Selbst an der Börse Kuwait notiert und wurde zu einer selbstnotierten Börse. Die Boursa Kuwait war Mitglied der Federation of Euro-Asian Stock Exchanges.

## Mitgliedschaften
Die KSE ist Mitglied in:
- World Federation of Exchanges[3]
- Arab Federation of Exchanges[4]
- Sustainable Stock Exchanges Initiative